# Kilchiaran Farmhouse

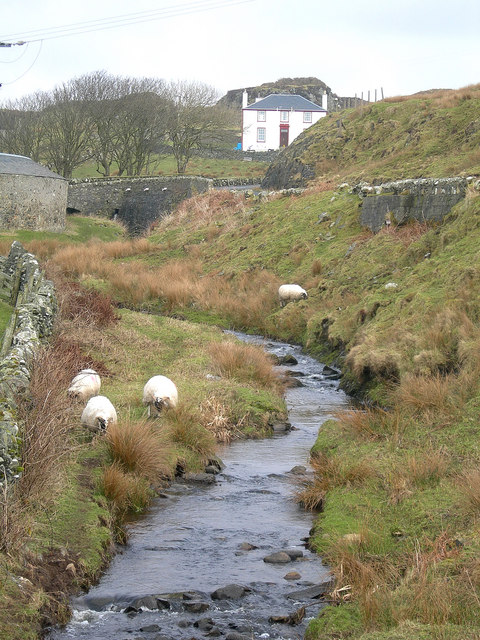
Kilchiaran Farmhouse

Das Kilchiaran Farmhouse ist ein Bauernhaus auf der schottischen Hebrideninsel Islay. Es befindet sich in der kleinen Streusiedlung Kilchiaran an der Westküste der Halbinsel Rhinns of Islay. 1971 wurde das Kilchiaran Farmhouse in die schottischen Denkmallisten in der Kategorie B aufgenommen.

## Beschreibung
Das exakte Baujahr des Gebäudes ist nicht verzeichnet. Es gilt jedoch als sicher, dass es im zweiten Viertel des 19. Jahrhunderts, wahrscheinlich kurz nach 1826, errichtet wurde. Die geradlinige Architektur weist Merkmale des ausklingenden Georgianischen Zeitalters auf. Das zweistöckige Haus besteht aus einem länglichen Haupttrakt von dessen rückwärtiger Seite ein kurzer Flügel mittig abgeht. Der Eingang ist mittig in die Vorderfront des Haupttrakts eingelassen und ist symmetrisch von fünf Fenstern umgeben. Oberhalb des Eingangs ist als Verzierung profiliertes Gesims angebracht. Weitere Fenster befinden sich in an den beiden Seiten. Das Gebäude schließt mit einem Walmdach ab; den rückwärtigen, einstöckigen Flügel krönt ein Satteldach. Beide Dächer sind mit Schieferschindeln gedeckt.  Die Fassaden sind in der traditionellen Harling-Technik verputzt. Etwa 150 m westlich des Bauernhauses befinden sich die ebenfalls denkmalgeschützten zugehörigen Wirtschaftsgebäude.